# Carl Johan Högström
Carl Johan Högström (i riksdagen kallad Högström i Sandviken, född 28 juli 1880 i Ovansjö socken, död 30 maj 1956 i Sandviken, var en svensk slipare och riksdagsman (socialdemokrat). Carl Johan Högström var ledamot av riksdagens andra kammare för Gästriklands valkrets 1921 och för Gävleborgs läns valkrets 1925-1936. Han var även kommunalfullmäktiges ordförande i Sandviken.